# Acuerdo de Sevilla
El Acuerdo de Sevilla fue un convenio elaborado dentro del Movimiento de la Cruz Roja en 1997 por el que se establecen los criterios que permiten especificar cuál organización dentro del Movimiento debe encargarse de la dirección de ciertas operaciones de campo. El acuerdo sucedió a la serie de protocolos previos establecidos en 1969, en 1974 y en 1989 que no lograron poner fin a las controversias sobre las demarcaciones territoriales entre el Comité Internacional de la Cruz Roja (CICR) y la Federación Internacional de Sociedades de la Cruz Roja y de la Media Luna Roja.
El acuerdo asignó al CICR el papel de agencia líder en la protección de personas atrapadas en conflictos armados o en luchas internas, y también en el manejo de los "efectos inmediatos" de los refugiados o en los desastres naturales generados durante los conflictos armados. La Federación por su parte, toma el liderazgo cuando el conflicto armado decae en "reconstrucción y rehabilitación" e incluye a los refugiados en países que no se hallan en guerra. Incluso las Sociedades Nacionales de la Cruz Roja y la Media Luna Roja pueden llegar a ser la agencia central en algunas situaciones en las que actúan simultáneamente el CICR y la Federación.